# Semana Santa en Crevillente
La Semana Santa crevillentina es una festividad religiosa que se celebra durante la conmemoración cristiana de la Pasión de Cristo, es decir, del Domingo de Ramos hasta el Domingo de Resurrección, en la localidad de Crevillente, provincia de Alicante, España. 

## Historia
Sus orígenes se remontan al siglo XVII.
Se considera que todo dio comienzo con la expulsión de los moriscos en España, entre 1609 y 1614, que dieron paso a la creación de las primeras cofradías de las cuales han persistido la cofradía de La Virgen de la Aurora y la Mayordomía del Santísimo Sacramento, del primer cuarto del siglo XVII.
Pero todo se extendió cuando el duque de Arcos realizó una donación de la loma denominada en ese momento como Camposanto para levantar el Vía Crucis y realizar ciertas procesiones para hacer posible allí el Encuentro de La Dolorosa y el Santísimo Cristo. El 5 de febrero de 1768, se construyó el Vía Crucis finalmente y esta fecha quedó marcada en el calendario como una de las más relevantes de la Semana Santa de Crevillente. 
Respecto al siglo XIX, su segunda parte destaca por su momento de esplendor de la celebración, ya que se adquirió un gran número de imágenes y las primeras cofradías de carácter familiar. Más tarde, durante la guerra civil española, estas imágenes fueron destruidas y quemadas, perdiendo algunas del Ecce Homo, Cristo de la Victoria, Nazareno, Virgen de los Dolores, Virgen de las Angustias, Virgen de la Soledad y Cristo Yacente. Sin embargo, en 1940, se adquirieron nuevos pasos para las procesiones, así como llegaron nuevas imágenes gracias principalmente a Mariano Benlliure. Debido a esto, la Semana Santa quedó construida como se conoce hoy día.
En 1980, se aprobó el texto legal que dio lugar a la Federación de Cofradías y Hermandades de la Semana Santa de Crevillente, lo cual permitió la construcción de más cofradías, construcción de itinerarios y procesiones y grandes acontecimientos como la retransmisión de las procesiones en la televisión española.
Esta festividad está declarada Fiesta de Interés Turístico Internacional desde el 11 de noviembre de 2011 por el Ministerio de Industria, Turismo y Comercio, debido a su gran relevancia. 

## Cofradías y Hermandades
Al ir adquiriendo más relevancia las procesiones que se llevaban a cabo, la creación de un organismo que reuniera todas las Cofradías y Hermandades para actuar como representante de estas ante las instituciones era cada vez más necesaria. Fue por ello por lo que a partir de la publicación de la primera revista referente a la Semana Santa en Crevillente en el año 1925, la Semana Santa se venía organizando en Comisiones Oficiales hasta el año 1933 que se construyó el Patronato de Semana Santa.
En 1947, los presidentes de las cofradías se reunieron y acordaron la construcción de una Junta Local de Cofradías, la cual se mantuvo en pie hasta el año 1952, ya que en 1953 se reconstruyó un Patronato Municipal. 
En 1979, se creó una Junta Gestora con la finalidad de adecuar las asociaciones al nuevo régimen constitucional.
En ese punto en 1980 se aprobó el texto legal que rige la Federación de Cofradías de Semana Santa, celebrándose las primeras elecciones en Asamblea en ese mismo año. En el año 2003, se creó una comisión que redactó unos estatutos para la Federación que fueron aprobados por la asamblea y remitidos al obispado pertinente. Una vez fueron aprobados los estatutos, se ultimó el proceso de legalización con la inscripción en el Registro de Entidades Religiosas del Ministerio de Justicia.
Actualmente, la Federación es la encargada de agrupar y coordinar las diversas actividades de la Semana Santa, así como sus 30 Cofradías y Hermandades, y está bajo la presidencia de Mario Ruiz Igual hasta el año 2027.

## Actos
Esta celebración no solo se vive en las calles mediante sus procesiones, también en el recogimiento de sus templos, donde se celebran actos litúrgicos que constituyen el corazón espiritual de esta conmemoración. Se desarrollan principalmente en las parroquias de Nuestra Señora de Belén, Santísima Trinidad y San Cayetano, que en esas fechas se convierten en espacios destinados a la oración, silencio, reflexión y celebración en comunidad.

### Principales actos litúrgicos
- Sábado de Pasión: Al finalizar la celebración Eucarística se da paso a la Salida de la Convocatoria, una procesión que mediante el sonido de dos grandes bocinas anuncia la llegada de la Semana Santa, invitando a toda la población a revivir las hazañas de Cristo.[7][8]
- Domingo de Ramos: Procesión en honor a la Entrada de Jesús en Jerusalén con posterior bendición de Palmas y Ramos blancos. Cada año el recorrido de la procesión se modifica.[7]Este último año (2025), se procesionó una obra póstuma de Mariano Benlliure, llamada El pas de la Burreta.[8]
- Lunes Santo
- Martes Santo: Las calles de Crevillente se apagan y los penitentes con hábitos cistercienses dan paso a la Procesión de Penitencia, recorriendo el casco antiguo de la localidad, mientras se va recitando una oración en memoria de todos los difuntos crevillentinos a cargo del Coro de Voces Graves de Crevillente. Participa el Paso del Santísimo Cristo de Difuntos y Animas.[7][8]
- Miércoles Santo: En el interior de la parroquia de Nuestra Señora de Belén se inicia una procesión conocida como el <<arreglo de pasos>>, con tronos adornados, en la cual intervienen un total de dieciséis pasos que representan las fases más características de la Pasión de Cristo. Participan La Convocatoria, La Samaritana, El Lavatorio, Santa Cena, Oración en el Huerto, El Prendimiento, La Negación de San Pedro, San Pedro Arrepentido, La Flagelación, Ecce Homo, Jesús Rescatado, Ntro. Padre Jesús Nazareno, Santísimo Cristo de la Caída, Santa Mujer Verónica, San Juan Evangelista, Virgen de los Dolores. La polifonía está a cargo del Coro popular Virgen de los Dolores. En la madrugada del Miércoles al Jueves Santo se realiza el traslado del Cristo de la Victoria y las Tres Marías y San Juan desde la parroquia Nuestra Señora de Belén hasta la parroquia de la Santísima Trinidad en absoluto silencio y participan los pasos del Santísimo Cristo de la Victoria y María Magdalena (Flotats y Mariano Benlliure) y Tres Marías y San Juan (Benlliure).[9]
- Jueves Santo: Crevillentinos participan en los Oficios Litúrgicos de la Cena del Señor y, más tarde, acompañan al Cristo del Perdón y la Buena Muerte en su recorrido hasta el Calvario, rezando a su vez las catorce estaciones del Vía Crucis Penitencial. Participan los pasos del Santísimo Cristo del Perdón y la Buena Muerte.[9]
- Viernes Santo: tiene lugar el Abrazo en la Morquera, una ceremonia que reúne a la población en <<La Morquera>>, lugar donde la Santa Mujer Verónica se acerca al rostro de Jesús Nazareno y lava su cara la cual queda impresa en el lienzo que lleva la Santa Mujer. Después, San Juan Evangelista advierte a Jesús Nazareno de la presencia de la Virgen de los Dolores, que se acerca hasta encontrarse con el Hijo, que le bendice mediante un movimiento con su brazo derecho. En esta ceremonia participan los pasos de la Santa Mujer Verónica, San Juan Evangelista, Nuestro Padre Jesús Nazareno y Virgen de los Dolores. También se lleva a cabo la Procesión de Subida al Calvario, que comienza despertando a Crevillente con los sones de las Dianas que cada grupo musical interpreta por las calles del municipio en la madrugada. Es entonces cuando, en la Plaza de la Constitución, se concentran los dieciséis pasos que participaron en la misma procesión del miércoles noche para iniciar la subida al Calvario. Una vez llegan todos los pasos a la explanada del Calvario, se comienza el segundo Encuentro entre Jesús Nazareno y la Virgen de los Dolores, donde las cofradías paran para invitan al pueblo a un almuerzo tradicional conocido como <<Almuerzo del Viernes Santo de Crevillent>>.  A mediodía da inicio la procesión de Bajada del Calvario, donde el colorido de las vestas, la música de las cornetas, tambores y bandas de música se roban todo el protagonismo. La Procesión de la Muerte de Cristo, también conocida como la procesión de los Coros por la gran cantidad de coros que participan en la procesión con los pasos del Santísimo Cristo de la Victoria y María Magdalena, Tres Marías y San Juan, Santísimo Cristo del Descendimiento, Nuestra Señora de la Piedad, Traslado al Santo Sepulcro, Santísimo Cristo Yacente, San Juan de la Tercera Palabra en la Cruz, Regina Martyrum.[9]
- Sábado Santo: Procesión del Santo Entierro de Cristo, donde el sonido de los timbales va marcando el paso para los costaleros mientras los fieles portan velas para iluminar el camino de recogida que recorre la localidad, todo esto acompañado de cantos corales.[8]
- Domingo de Resurrección: Procesión del Encuentro. Se sale a las calles para comincar la buena noticia de la resurrección de Cristo. Se sueltan palomas, repican campanas y los crevillentinos cantan el Aleluya de Haendel, en el momento en el que se produce el Encuentro entre Regina Pacis y Jesús Sacramentado. Los pasos que intervienen son San Juan de la Palma y Regina Pacis.[9]

## Hermandades y Cofradías
| Nombre de la Hermandad/Cofradía                                          | Año de Fundación | Sede Canónica                                 | Sede Social                                            |
| ------------------------------------------------------------------------ | ---------------- | --------------------------------------------- | ------------------------------------------------------ |
| Hermandad Convocatoria de la Santa Cruz                                  | 1990             | Iglesia parroquial de Nuestra Señora de Belén | Iglesia parroquial de Nuestra Señora de Belén          |
| Hermandad Penitencial del Santísimo Cristo de Difuntos y Ánimas          | 1988             | Iglesia parroquial de Nuestra Señora de Belén | Sede Social del Cristo de Difuntos                     |
| Hermandad La Santa Cena                                                  | 1925             | Iglesia parroquial de la Santísima Trinidad   | Sede Social de la Santa Cena                           |
| Hermandad Penitencial de San Pedro Arrepentido                           | 1944             | Iglesia parroquial de Nuestra Señora de Belén | Iglesia parroquial de Nuestra Señora de Belén          |
| Hermandad del Santísimo Cristo de la Victoria y María Magdalena          | 1890             | Iglesia parroquial de Nuestra Señora de Belén | Iglesia parroquial de Nuestra Señora de Belén          |
| Hermandad Nuestra Señora de la Piedad                                    | 1961             | Iglesia parroquial de Nuestra Señora de Belén | Iglesia parroquial de Nuestra Señora de Belén          |
| Hermandad Santísimo Cristo Yacente                                       | 1946             | Iglesia parroquial de Nuestra Señora de Belén | Iglesia parroquial de Nuestra Señora de Belén          |
| Cofradía Jesús Triunfante                                                | 1947             | Iglesia parroquial de Nuestra Señora de Belén | Sede Social de Jesús Triunfante                        |
| Cofradía La Samaritana                                                   | 1875             | Iglesia parroquial de Nuestra Señora de Belén | Iglesia parroquial de Nuestra Señora de Belén          |
| Cofradía El Lavatorio                                                    | 1872             | Iglesia parroquial de Nuestra Señora de Belén | Iglesia parroquial de Nuestra Señora de Belén          |
| Cofradía La Oración en el Huerto                                         | 1870             | Iglesia parroquial de Nuestra Señora de Belén | Iglesia parroquial de Nuestra Señora de Belén          |
| Cofradía El Prendimiento                                                 | 1867             | Iglesia parroquial de la Santísima Trinidad   | Iglesia parroquial de la Santísima Trinidad            |
| Cofradía la Negación de San Pedro                                        | 1867             | Iglesia parroquial de Nuestra Señora de Belén | Iglesia parroquial de Nuestra Señora de Belén          |
| Cofradía La Flagelación                                                  | 1867             | Iglesia parroquial de la Santísima Trinidad   | Sede Social de la Flagelación                          |
| Cofradía Ecce Homo                                                       | 1866             | Iglesia parroquial de Nuestra Señora de Belén | Iglesia parroquial de Nuestra Señora de Belén          |
| Cofradía Jesús Rescatado                                                 | 1943             | Iglesia parroquial de Nuestra Señora de Belén | Sede Social de Jesús Rescatado                         |
| Cofradía Nuestro Padre Jesús Nazareno                                    | S. XVII          | Iglesia parroquial de Nuestra Señora de Belén | Iglesia parroquial de Nuestra Señora de Belén          |
| Cofradía Santísimo Cristo de la Caída                                    | 1883             | Iglesia parroquial de Nuestra Señora de Belén | Sede Social de la Caída                                |
| Cofradía Santa Mujer Verónica                                            | S. XIX           | Iglesia parroquial de Nuestra Señora de Belén | Iglesia parroquial de Nuestra Señora de Belén          |
| Cofradia San Juan Evangelista                                            | S. XIX           | Iglesia parroquial de Nuestra Señora de Belén | Iglesia parroquial de Nuestra Señora de Belén          |
| Cofradía Virgen de los Dolores                                           | S. XVII          | Iglesia parroquial de Nuestra Señora de Belén | Sede Social de la Virgen de los Dolores                |
| Cofradía Las Tres Marías y San Juan                                      | 1946             | Iglesia parroquial de Nuestra Señora de Belén | Iglesia parroquial de Nuestra Señora de Belén          |
| Cofradía Santísimo Cristo del Descendimiento                             | 1947             | Iglesia parroquial de Nuestra Señora de Belén | Sede Social del Descendimiento                         |
| Cofradía Traslado al Santo Sepulcro                                      | 1990             | Iglesia parroquial de Nuestra Señora de Belén | Iglesia parroquial de Nuestra Señora de Belén          |
| Cofradía San Juan de la Tercera Palabra en la Cruz                       | 1962             | Iglesia parroquial de Nuestra Señora de Belén | Iglesia parroquial de Nuestra Señora de Belén          |
| Cofradía Regina Martyrum                                                 | 1953             | Iglesia parroquial de Nuestra Señora de Belén | Sede Social de Regina Martyrum                         |
| Cofradía Santísimo Cristo del Perdón y de la Buena Muerte y Regina Pacis | 1981             | Iglesia parroquial de la Santísima Trinidad   | Sede Social del Cristo del Perdón y de la Buena Muerte |
| Cofradía Virgen de las Angustias                                         | 1975             | Iglesia parroquial de Nuestra Señora de Belén | Sede Social de la Virgen de las Angustias              |
| Cofradía Santo Sepulcro                                                  | S. XVII          | Iglesia parroquial de Nuestra Señora de Belén | Iglesia parroquial de Nuestra Señora de Belén          |
| Cofradía Virgen de la Soledad                                            | S. XVIII         | Iglesia parroquial de Nuestra Señora de Belén | Iglesia parroquial de Nuestra Señora de Belén          |

## Pregoneros
La figura que ejerce el pregonero en Crevillente es de suma importancia, ya que es el principal encargado de transmitir esa función cultural, religiosa y social que respecta a la celebración y que la dota de identidad propia.

### Pregoneros de Crevillente desde 2004[11]
- 2004: Enrique Mas Carreres, presidente (del momento) de la Cooperativa Eléctrica San Francisco de Asís de Crevillente.[12]
- 2005: José Antonio Aznar Navarro, Teniente de Alcalde del 1973 al 1975. [13]

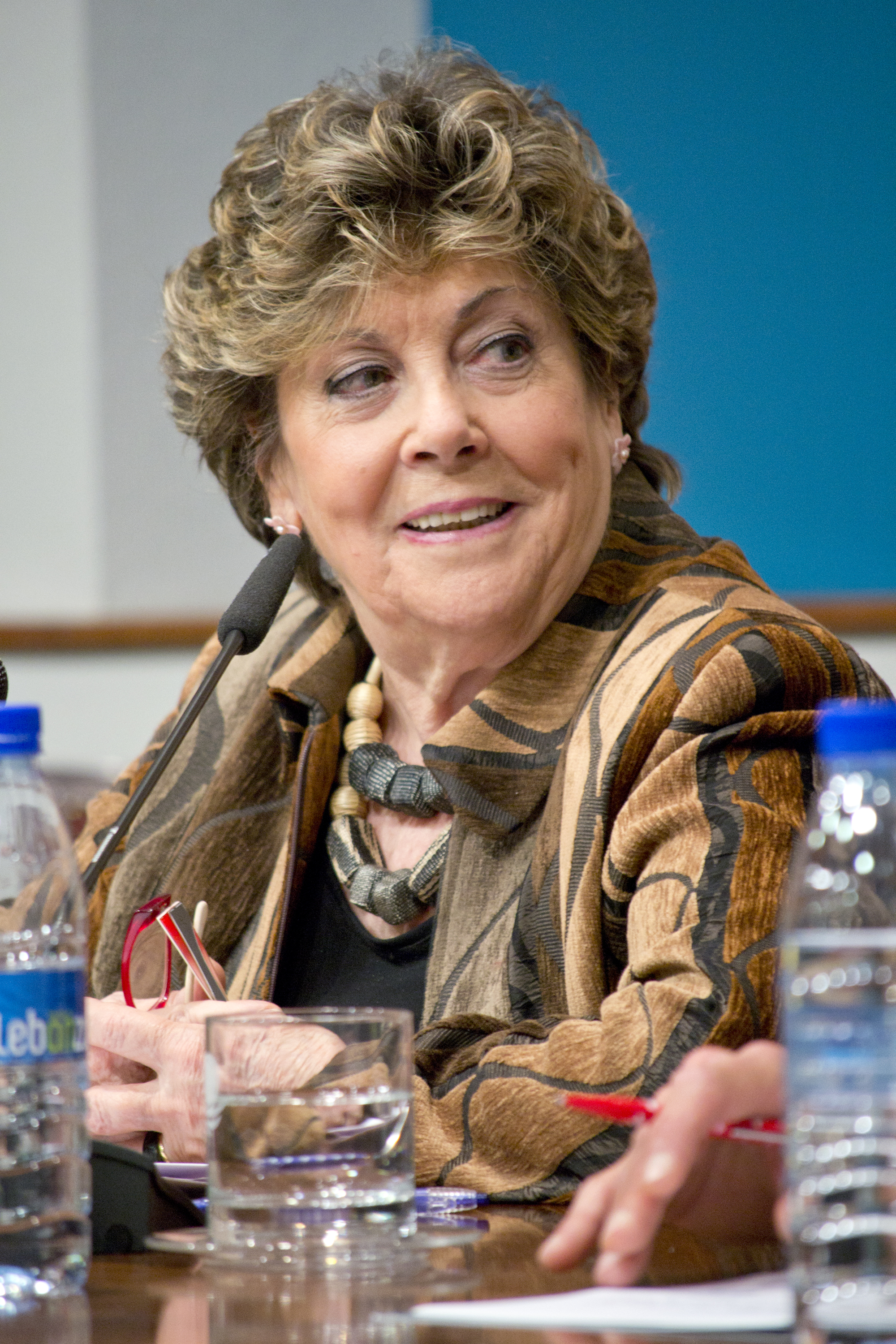
Paloma Gómez, pregonera 2006

- Paloma Gómez, pregonera 20062006: Paloma Gómez Borrero, periodista y escritora madrileña. Destacada por su labor como corresponsal en la Ciudad del Vaticano.[14]
- 2007: Francisco Mas-Magro Magro, crevillentino de nacimiento y médico hematólogo e investigador en fisiopatología de la sangre. [15]
- 2008: Pilar Ruiz Lledó, maestra de Crevillente de los años 50 y 60 que ha resultado un gran referente en la educación de muchos crevillentinos. Posee un colegio con su nombre, el colegio Mestra Pilar Ruiz. [16]
- 2009: Carlos Candela Gómez, arquitecto y profesor de la Universidad de Alicante.[17]
- 2010: Antonio de Oyarzábal Marchesi, embajador de España ante Ecuador, Japón, Dinamarca y EE. UU., además de haber sido gobernador civil en Tenerife y Guipúzcoa.[18]
- 2011: María Eugenia Maciá Torregrosa, docente del Grado de Arquitectura de la Universidad San Pablo CEU. Investigadora sobre seguridad en incendios, resistencia de materiales al fuego y sus comportamientos bajo altas temperaturas. Desarrolladora de actividades tecnológicas y de innovación. [19]

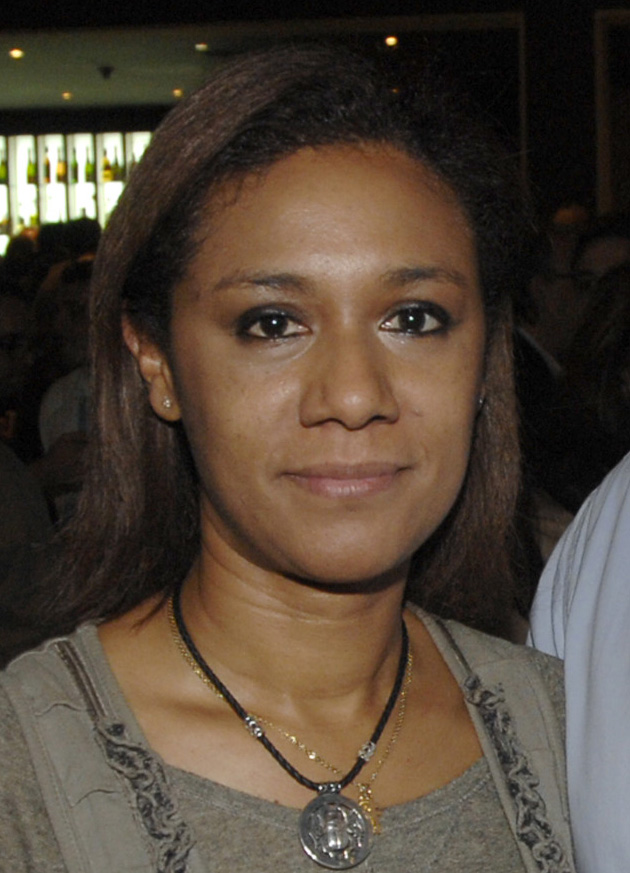
Lola Johnson, pregonera 2012

- Lola Johnson, pregonera 20122012: Lola Johnson Sastre, consejera de Turismo, Cultura y Deporte de la Comunidad Valenciana (en el momento) y portavoz del Gobierno. Directora de la Televisión Valenciana.[20]
- 2013: Vicente Magro Servet, Juez de Gobierno del Tribunal Superior de Justicia de Valencia, elegido senador en las elecciones generales de 1996 y primer secretario de la Comisión Judicial del Senado por el Partido Popular de la provincia de Alicante. Desde el 2001, presidente de la Audiencia Provincial de Alicante y desde el 2002 miembro asesor del Observatorio de Violencia Doméstica y Violencia de Género del CGPJ.[21]
- 2014: Antonio Cañizares Lloveras, Cardenal creado por el Papa Benedicto XVI en 2006. Miembro de la Congregación para la Doctrina de la Fe y nombrado Prefecto de la Congregación para el Culto Divino y la Disciplina de los Sacramentos, además de ser el fundador y primer Presidente de la Asociación Española de Catequetas.[22]
- 2015: Josefa Pastor Miralles, religiosa nacida en Crevillente licenciada en Ciencias Sagradas. Se le conoce por su faceta de escritora, habiendo escrito un total de 15 libros, de entre los cuales destaca <<El exorcista>>.[23]
- 2016: Joaquín Mas Belso, ingeniero técnico industrial crevillentino y director general (del momento) de la Cooperativa Eléctrica San Francisco de Asís de Crevillent. Anteriormente era jefe de la unidad de Energía del Instituto Valenciano de Competitividad Empresarial (IVACE).[24]
- 2017: Pilar Mas Candela, maestra y colaboradora de la revista crevillentina Semana Santa, de la cual fue directora en 2012. Seleccionada como pregonera por su gran compromiso con la festividad.[25]
- 2018: Miguel Riquelme Pomares, Asesor Religioso de la Asociación de Fiestas de Moros y Cristianos San Francisco de Asís de Crevillente. [26]
- 2019: Paloma Prieto Castelló, crevillentina cofrade desde su adolescencia y colaboradora de la revista <<Crevillente, Semana Santa>>. Catequista de la parroquia de la Santísima Trinidad.[27]
- 2022: Ramón Mas Soler, presidente provincial de las Sociedades Musicales de la Comunidad Valenciana y antiguo director de la Unión Musical de Crevillent (durante 30 años). Desde 2015, director del coro popular de los actos de la Semana Santa crevillentina.[28]
- 2023: Francisco Javier Díaz Tenza, natural de Crevillente y sacerdote de la Diócesis Orihuela-Alicante. Enviado por el Papa Francisco a la Nunciatura de la República del Congo.[29]
- 2024: Roque Carlos Jiménez Jiménez, sacerdote villenense y actual párroco de la iglesia de San Juan Bautista en Sant Joan d'Alacant. En Crevillente este fue donde inició su ministerio como vicario del Templo Parroquial de Nuestra señora de Belén y más tarde fue enviado como párroco a la iglesia de San Cayetano.[30]
- 2025: José Ángel Ponsoda Gómez, locutor de radio y presentador de televisión alicantino. Su carrera se desarrolló principalmente en Radiotelevisió Valenciana, pero más tarde dio el paso a Canal 9 proporcionando el parte meteorológico y facilitando información sobre temas sociales, culturales y de festividades.[31]

## Escultores
La Semana Santa de Crevillente es también conocida por su impresionante patrimonio artístico, especialmente en cuanto a escultura procesional. La mayoría de imágenes que desfilan por sus calles son obras que pertenecen a renombrados escultores de entre los cuales destaca con creces Mariano Benlliure.

### Escultores de renombre que han participado en la Semana Santa de Crevillente[32]

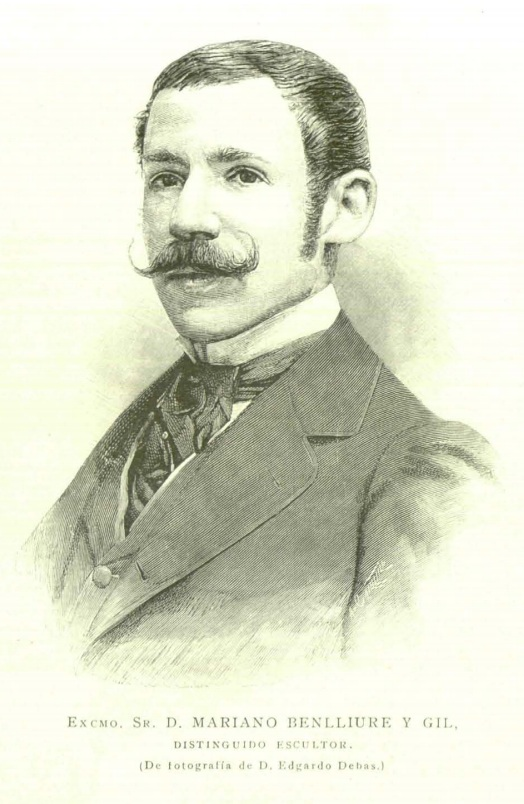
Mariano Benlliure Gil

- Mariano Benlliure GilMariano Benlliure Gil (1892-1947): escultor más influyente en la Semana Santa crevillentina. Uno de los grandes maestros del realismo escultórico en España. Realizó un total de 9 pasos procesionales para Crevillente entre 1944 y 1947, muchos encargados por la familia Magro. Su última obra, <<La Entrada de Jesús en Jerusalén>>, fue terminada la noche antes de su fallecimiento. Obras suyas como Jesús Nazareno, La Verónica o La Lanzada son auténticas joyas de patrimonio crevillentino. Su legado está recogido en el Museo Mariano Benlliure de Crevillente.[33]
- Antonio Riudavets Lledó (S. XIX): considerado el gran imaginero del siglo XIX en la provincia de Alicante. Dio forma a una Semana Santa didáctica y cronológica, con pasos que representan de forma pedagógica la Pasión de Cristo.
- Juan García Talens y Juan García Yúdez: colaboraron estrechamente con Benlliure. Destacan por crear pasos como La Piedad (1961) y El Traslado al Santo Sepulcro (1961), inspirados en las obras de Benlliure.[33]
- Josefina Cuesta Frechina (1924): autora de la imagen de Jesús Rescatado (1944), venerada por la Cofradía de Jesús Rescatado.
- Carles Flotats i Galtés (1880-1949): en el año 1941, le fue encargado el Cristo de la Victoria, imagen que sustituiría a la realizada por su padre que fue destruida durante la Guerra Civil.
- Carmelo Vicent Suria: en 1947 realizó cinco figuras: Cristo, la Virgen, San Juan, Nicodemo y José de Arimatea, que formarían el grupo del Descendimiento. Su estilo combina cierto dramatismo y elegancia.

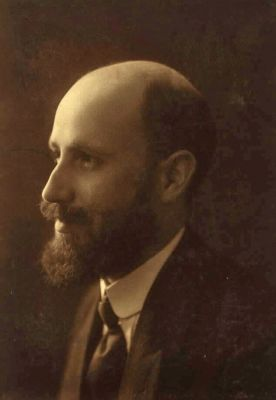
José Navas Parejo

- José Navas ParejoJosé Navas Parejo (1883-1953): escultor andaluz que realizó la imagen de la Virgen de las Angustias en 1944. Su obra introduce rasgos de la imaginería andaluza en la Semana Santa de Crevillente.[33]
- Francisco Pérez Figueroa: talló la imagen que se conserva hasta hoy en día de la Samaritana (1865).
- José Gerique y Chust: realizó el grupo escultórico de la Santa Cena para Crevillente en 1925.
- Antonio Parera Saurina (1868): en 1941 elaboró el grupo escultórico del Ecce Homo.
- Carlos Monteverde Herrera (1910): autor de la imagen procesional Santa Mujer Verónica, del año 1955.
- Carlos Rodríguez Galiano: escultor murciano que en 1928 llevó a cabo la imagen procesional de San Pedro Arrepentido. En 1925 también esculpió los ángeles que forman parte del conjunto del Sepulcro.
- Policarpo Ramón Carreres: ebanista crevillentino que en 2007 elaboró el trono y la Cruz Guía del paso de la Convocatoria.